# Vasile Constantin Niculae Ionescu-Galbeni
Vasile Constantin Niculae Ionescu-Galbeni (n. 24 februarie 1926, București, România) este un deputat român în legislaturile 1990-1992, 1992-1996 și 1996-2000, ales în municipiul București pe listele partidului PNȚCD/PER. Ionescu-Galbeni a fost deținut politic în perioada 2 decembrie 1947 - 9 februarie 1955.

## Legături externe
- cdep.ro Arhivat în 22 iunie 2024, la Wayback Machine.